# Barmherzige Schwestern vom hl. Vinzenz von Paul in Untermarchtal

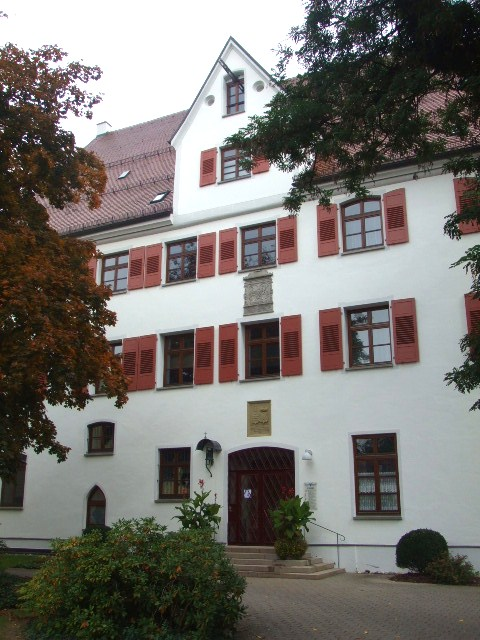
Mutterhaus im Schloss Untermarchtal

Die Barmherzigen Schwestern vom hl. Vinzenz von Paul in Untermarchtal sind eine Gesellschaft apostolischen Lebens.
Sie sind Teil der vinzentinischen Familie und Mitglied der Föderation Vinzentinischer Gemeinschaften.
Die Gemeinschaft hat ihren Sitz im Mutterhaus Kloster Untermarchtal.
Die Vinzentinerinnen haben sich der caritativen Arbeit verschrieben. Zur Kongregation gehören auch so bekannte Filialen wie das Marienhospital Stuttgart. Seit 1960 haben sie auch Missionsstationen in Tansania (Ostafrika).

## Geschichte

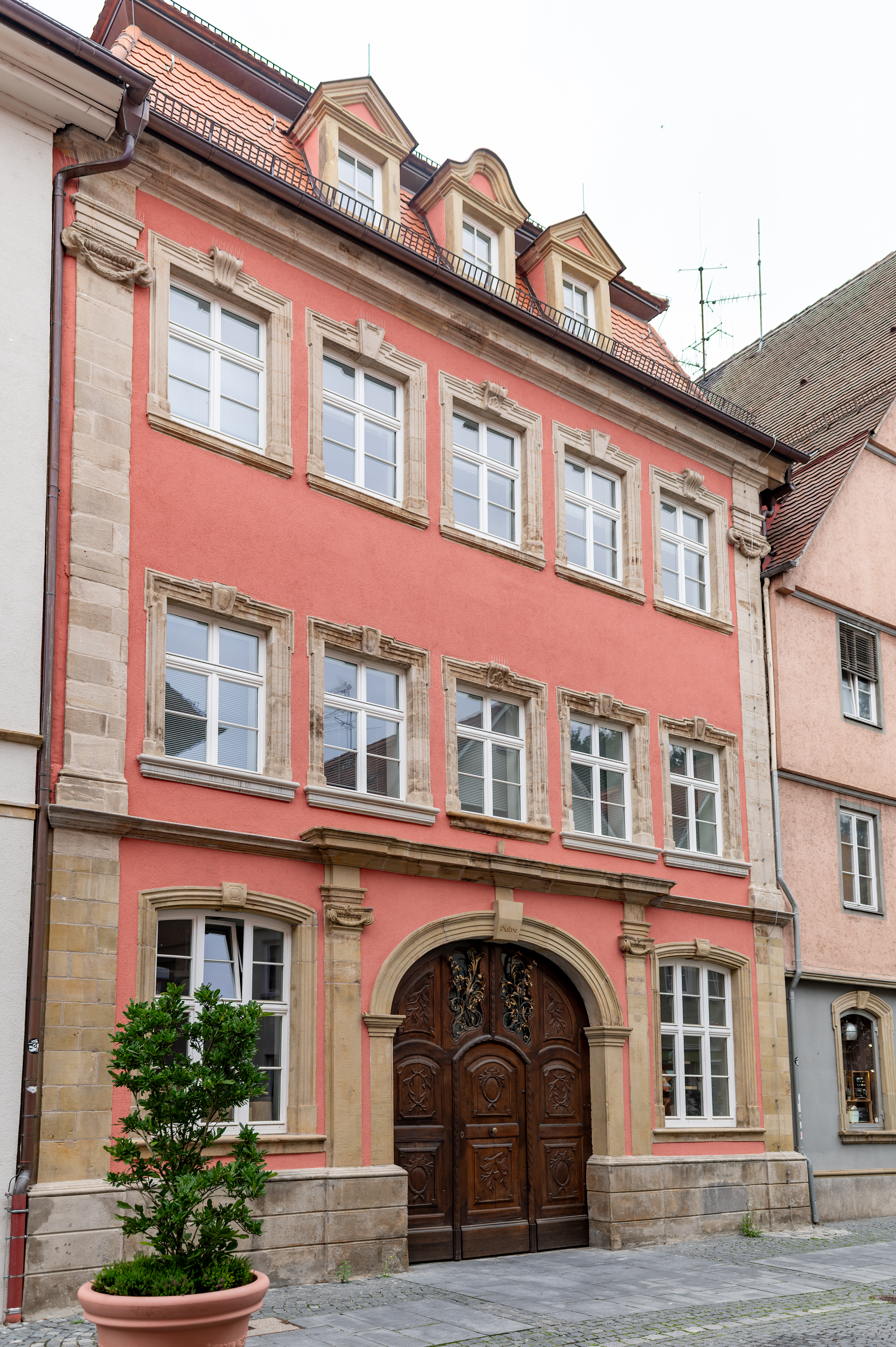
Ehemaliges Mutterhaus in der Bocksgasse, Schwäbisch Gmünd

1848 wurde vom Stiftungsrat des Gmünder Spitals beschlossen, zur Pflege von Armen und Kranken sowie zur Erziehung von Waisenkindern Schwestern der Kongregation der barmherzigen Schwestern vom Hl. Vinzenz von Paul nach Schwäbisch Gmünd zu holen. 1852 konnten die ersten Schwestern in Schwäbisch Gmünd ihre Arbeit aufnehmen. 1855 wurde durch den Diözesanbischof in einem Hirtenbrief über die neue Genossenschaft in Schwäbisch Gmünd berichtet sowie der Plan zum Erwerb eines Mutterhauses vorgestellt und mit einem Spendenaufruf verbunden. Nachdem 1858 die Straßburger Leitung die Schwestern abziehen wollte, wurde das Mutterhaus in der Bocksgasse erworben und es entstand die Kongregation in Schwäbisch Gmünd. Die Gmünder Kongregation wuchs schnell, weshalb sie aufgrund von Platz- und finanziellem Mangel, am 16. September 1891 nach Untermarchtal zog. Dort entwickelte sich um das historische Untermarchtaler Schloss der Mutterhauskomplex des Klosters Untermarchtal. Trotzdem blieb Schwäbisch Gmünd ein Arbeitsschwerpunkt der Kongregation.
1972 wurde die nach Entwürfen des Schweizers Hermann Baur errichtete Mutterhauskirche St. Vinzenz geweiht. Sie hat eine gewisse Ähnlichkeit mit der berühmten Kirche Notre-Dame-du-Haut in Ronchamp.

## Mutterhauseigene Einrichtungen
- Mutterhaus, Untermarchtal
- Bildungs-/Exerzitienhaus St. Ignaz, beide Untermarchtal
- Kindergarten St. Peter, Untermarchtal
- Klosterladen, Untermarchtal
- Landwirtschaftlicher Gutshof St. Veit und St. Leonhard, beide Untermarchtal
- Pflegeheim Maria Hilf, Untermarchtal
- Schwesternwohnheim Maria Hilf, Untermarchtal
- Schwesternerholungsheime Talheim und Scheffau
- Schwesternheim St. Maria Wangen
- Schule für Hörgeschädigte St. Josef, Schwäbisch Gmünd
- Kindertagesstätte Rupert Mayer, Kindergarten St. Paul, beide auf dem Grundstück von St. Loreto (Schwäbisch Gmünd)
- Mission Tansania

## Genossenschaft der Barmherzigen Schwestern vom Hl. Vinzenz von Paul in Untermarchtal e.V.

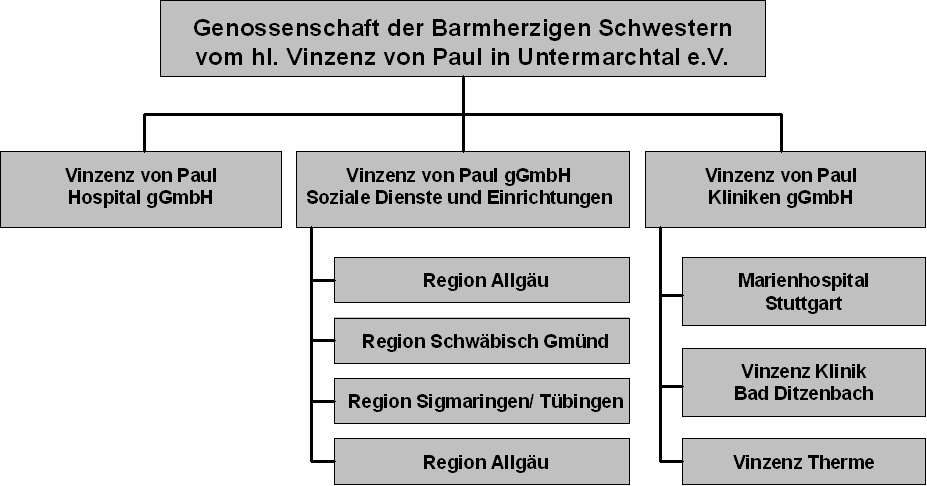
Organisationsstruktur der Genossenschaft

Die Schwestern der Untermarchtaler Kongregation betreiben über die Genossenschaft der Barmherzigen Schwestern vom Hl. Vinzenz von Paul in Untermarchtal e.V. folgende Dienste und Einrichtungen:

### Vinzenz von Paul Hospital gGmbH
Das Vinzenz von Paul Hospital in Rottweil ist für die stationäre psychiatrische und neurologische Versorgung der Landkreise Rottweil, Schwarzwald-Baar, Zollernalb und Teilen des Kreises Tuttlingen zuständig.
Im Versorgungsgebiet leben etwa 600.000 Einwohner. Am Vinzenz von Paul-Hospital arbeiten rund 1.100 Mitarbeiter.
Zum Vinzenz von Paul Hospital gehört eine Klinik für Psychiatrie, Psychotherapie, Gerontopsychiatrie und Neurologie mit 431 Betten und das Pflegeheim „Luisenheim“ mit 243 Heimplätzen. Zusätzlich werden Tageskliniken in Villingen, Balingen und Spaichingen betrieben.
1895 erwarb der Orden das ehemalige Zisterzienserinnenkloster Rottenmünster in Rottweil. 1898 eröffneten sie die Heil- und Pflegeanstalt St. Vinzenz mit 300 Betten. Aus der Vorgängereinrichtung Irren-, Heil- und Pflegeanstalt Sankt Vinzenz in Schwäbisch Gmünd wurden 93 Patienten nach Rottenmünster verlegt. Im Ersten Weltkrieg wurde in Rottenmünster ein Hilfslazarett zur Versorgung verwundeter Soldaten eingerichtet.
Im Rahmen der Aktion T4 wurden zwischen 1939 und 1940 347 Patienten verlegt. Etwa 300 Patienten wurden in der NS-Tötungsanstalt Grafeneck ermordet. Am 4. September 1939 wurden 40 Männer und 60 Frauen nach Grafeneck verlegt. Am 2. Februar 1940 folgten 45 Patienten, zwischen dem 16. und dem 25. September 1940 wurden weitere 202 Patienten abtransportiert.
In Rottenmünster wurden ein Lazarett und Hilfskrankenhaus mit über 1100 Betten eingerichtet. Nach Kriegsende übernahm die französische Armee das Lazarett bis 1954.
Mitte der 1970er Jahre wurden die Gebäude saniert und das medizinisch-pflegerische Angebot neu strukturiert. Am 1. Januar 1997 wurde das Krankenhaus in eine gemeinnützige GmbH (gGmbH) umgewandelt und trägt seitdem die Bezeichnung Vinzenz von Paul Hospital gGmbH Rottweil-Rottenmünster.

### Vinzenz von Paul gGmbH Soziale Dienste und Einrichtungen

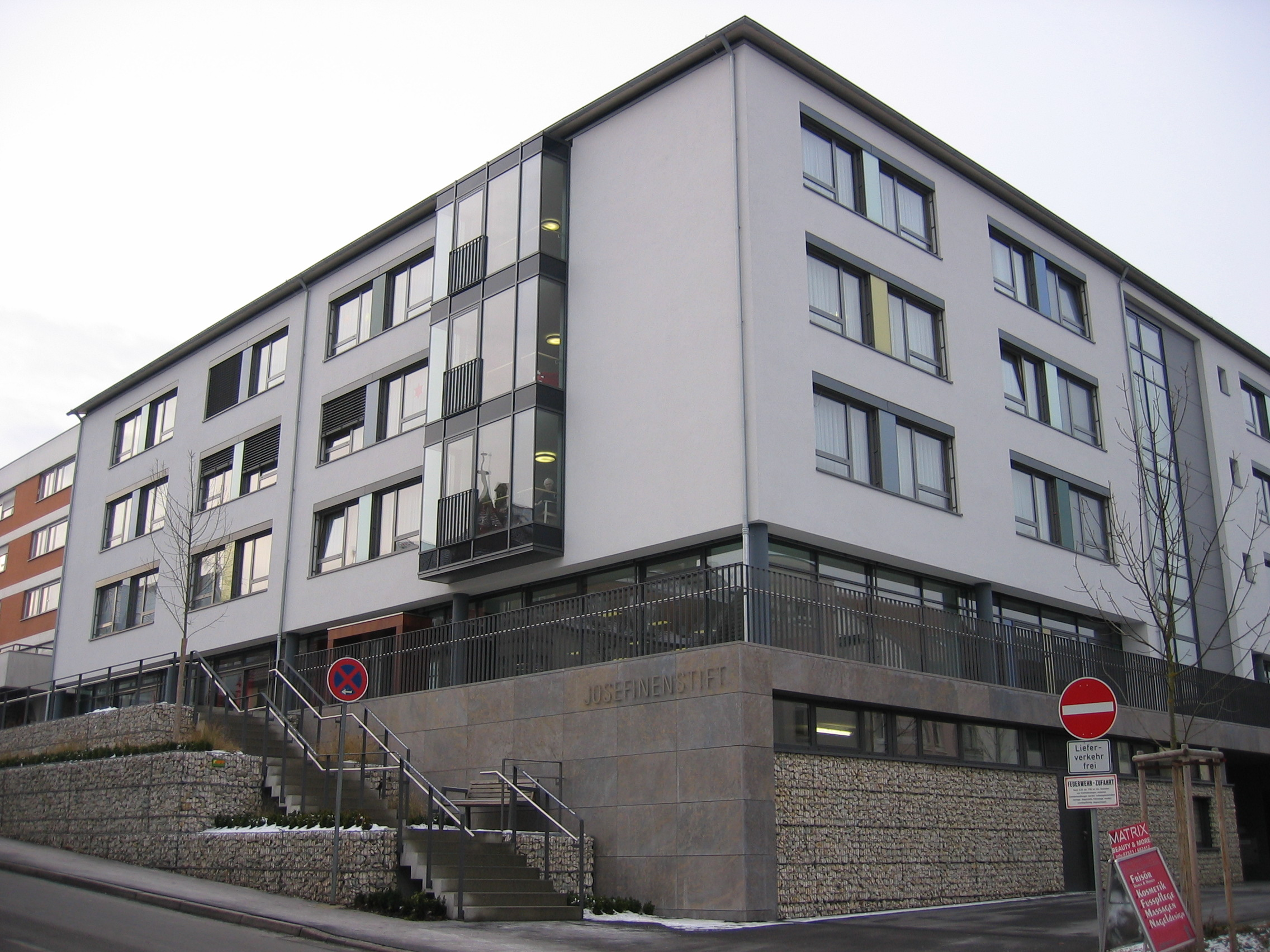
Josefinenstift Sigmaringen

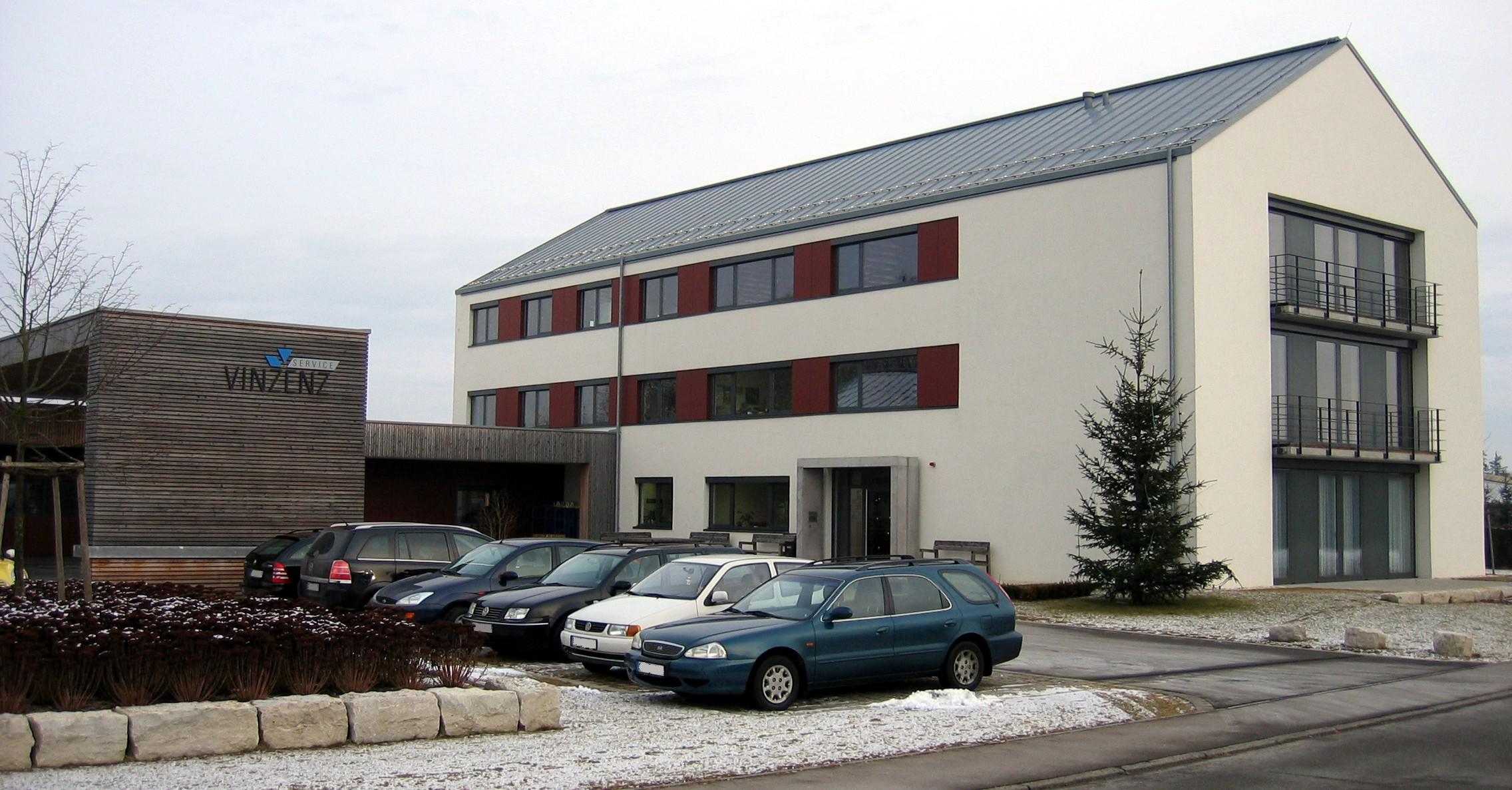
Vinzenz Service GmbH in Sigmaringen

Die Vinzenz von Paul gGmbH Soziale Dienste und Einrichtungen unterhält in Süddeutschland an über 20 Standorten ein breit gefächertes regionales Angebot für Menschen mit Hörbehinderungen, jungen Menschen mit Förderbedarf, Kindern und Jugendlichen, älteren und pflegebedürftigen Menschen.
2017 betreuten mehr als 2.000 Mitarbeiter über 6.000 Kinder, Jugendliche, Senioren und Menschen mit Hörschädigungen.
Zur Vinzenz von Paul gGmbH Soziale Dienste und Einrichtungen gehört die Vinzenz Service GmbH in Sigmaringen, ein Dienstleister mit den Schwerpunkten Catering für Pflegeheime, Gemeinschafts- und Bildungseinrichtungen sowie Beratung und Begleitung von Kommunen bei der Umsetzung demografischer Wohn- und Lebenskonzepte.
Die Vinzenz von Paul gGmbH ist Mitgesellschafterin der Akademie für Gesundheit und Soziales in Sigmaringen, einem Bildungszentrum zur Aus- und Weiterbildung in pflegerischen und sozialen Berufen.

### Vinzenz von Paul Kliniken gGmbH
- Das Marienhospital Stuttgart ist ein Krankenhaus der Zentralversorgung in der baden-württembergischen Landeshauptstadt Stuttgart und akademisches Lehrkrankenhaus der Universität Tübingen. Die Klinik zählt zu den größten Krankenhäusern in der Region Stuttgart und wurde mit zahlreichen Qualitätszertifikaten ausgezeichnet.
- Vinzenz-Klinik Bad Ditzenbach: Die Vinzenz-Klinik in Bad Ditzenbach ist eine Fachklinik für stationäre Rehabilitation, Vorsorge und Anschlussheilbehandlungen in den Bereichen Innere Medizin, Kardiologie und Orthopädie. Sie verfügt über 150 Betten.
- Vinzenz-Therme: Die Barmherzigen Schwestern aus Untermarchtal besitzen die Vinzenz-Therme in Bad Ditzenbach.
- Luise-von-Marillac-Klinik: Im Juli 2010 eröffnete in Bad Überkingen mit der Luise-von-Marillac-Klinik eine Brustkrebs-Reha-Klinik speziell für junge Frauen.